# 2010年のアメリカ合衆国
2010年のアメリカ合衆国では、2010年のアメリカ合衆国に関する出来事について記述する。

## できごと

### 2月
- 2月8日 - 米ケネディ宇宙センターから、スペースシャトル・エンデバー打ち上げ。(STS-130)

### 4月
- 4月1日 - アメリカ合衆国で国勢調査実施。
- 4月5日 - スペースシャトル・ディスカバリー打ち上げ。(STS-131)
- 4月12日 - 13日 - 核安全サミットを、ワシントンD.C.で初開催。

### 5月
- 5月6日 - フラッシュ・クラッシュ発生。
- 5月14日 - スペースシャトル・アトランティス最終打ち上げ。(STS-132)

### 7月
- 7月31日 - イラク駐留アメリカ軍、遅くともこの日までに撤退（イラク戦争）。

### 11月
- 11月2日 - アメリカ合衆国中間選挙投票日。